# Chelsea (nome)
Chelsea  è un nome proprio di persona inglese femminile.

## Varianti
- Femminili: Chelsey[1], Chelsie[1], Chelsi, Chelsae

## Origine e diffusione

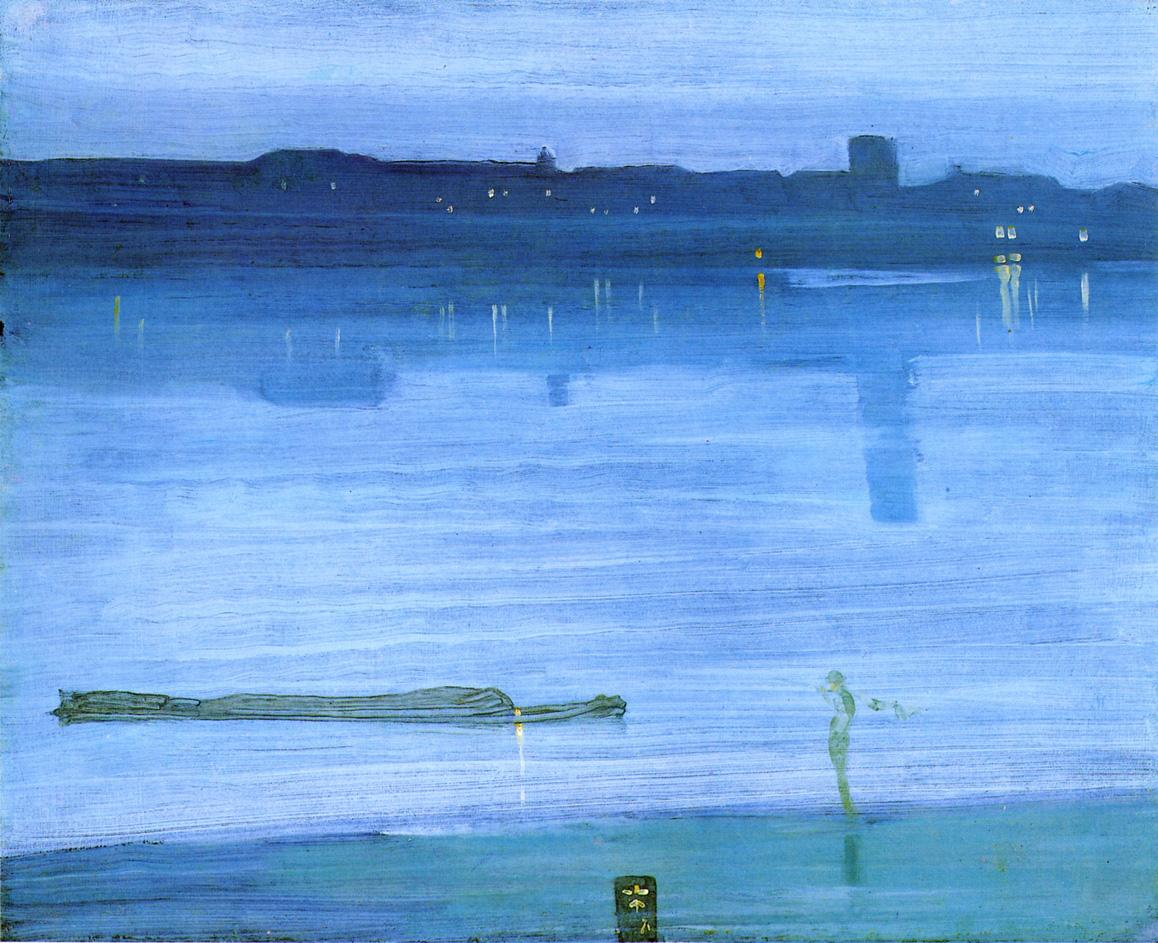
Notturno in Blu e Argento: Chelsea, di James Abbott McNeill Whistler

È una ripresa dell'omonimo distretto di Londra. Il toponimo è derivato dall'antico inglese Caelichyth (poi mutato in Celchyth, poi Chelchede e infine in Chelchuthe), ed è composto da cealc ("gesso" o calcare) e hyth ("luogo di scarico", riferito ad una zona portuale): il significato letterale è quindi "luogo di scarico del gesso".
Cominciò ad essere usato come nome proprio di persona fra gli anni cinquanta e gli anni settanta, forse grazie anche al fatto che in quel periodo Chelsea era divenuto un quartiere molto vivibile. Negli Stati Uniti, dove non rientrava nemmeno tra i mille nomi più usati fino al 1969, tra il 1984 e il 1998 salì fra i primi cento, raggiungendo il quindicesimo posto nel 1992.

## Onomastico
Il nome è adespota, non essendo portato da alcuna santa. L'onomastico ricade quindi il 1º novembre, giorno di Ognissanti.

## Persone
- Chelsea Aubry, cestista canadese

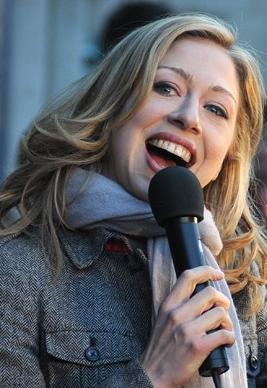
Chelsea Clinton

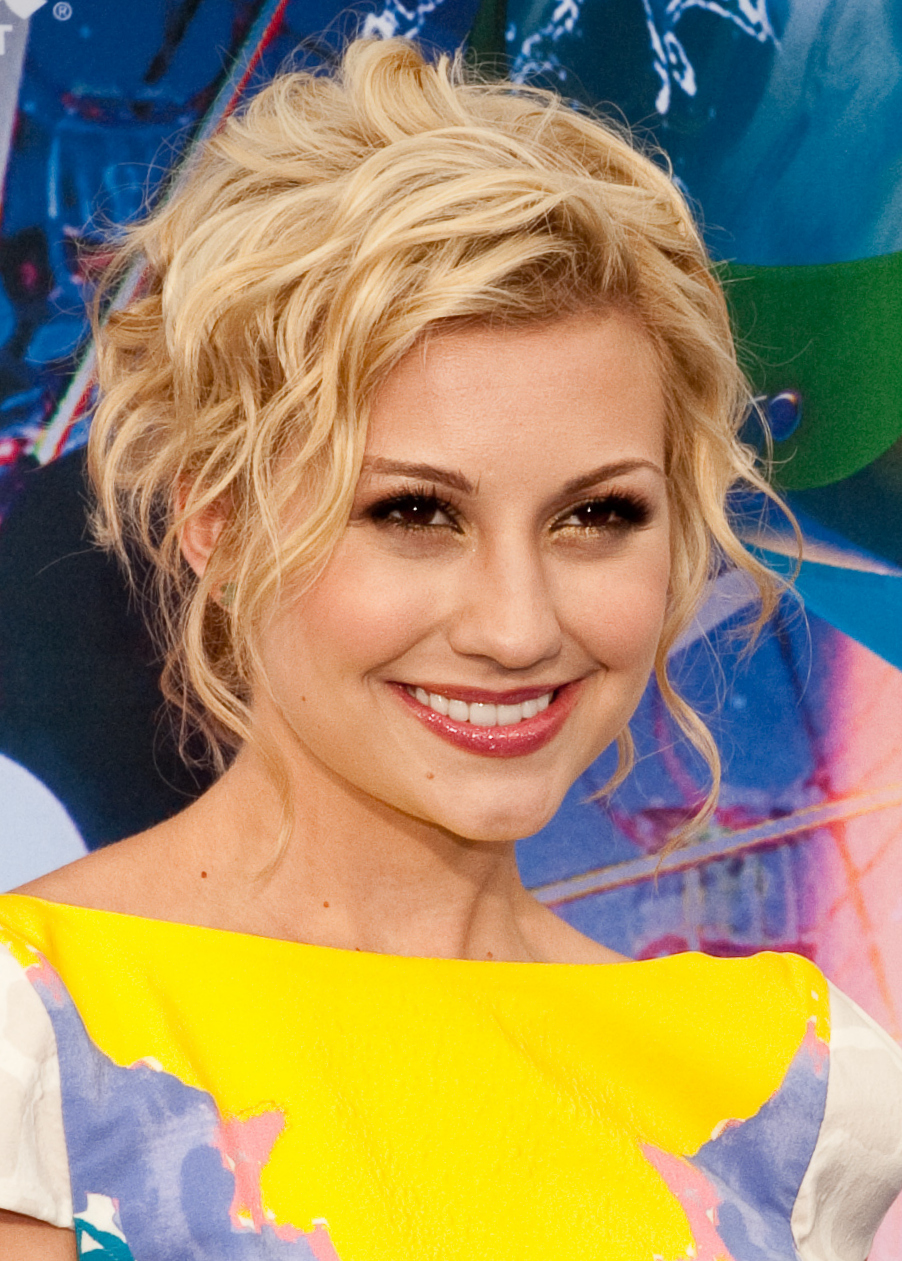
Chelsea Kane

- Chelsea Clinton, imprenditrice statunitense
- Chelsea Cooley, modella statunitense
- Chelsea Field, attrice statunitense
- Chelsea Furlani, hockeista su ghiaccio statunitense
- Chelsea Handler, comica, scrittrice e conduttrice televisiva statunitense
- Chelsea Hobbs, attrice canadese
- Chelsea Johnson, atleta statunitense
- Chelsea Kane, attrice e cantante statunitense
- Chelsea Manning, militare, informatica e attivista statunitense
- Chelsea Marshall, sciatrice alpina statunitense
- Chelsea Newton, cestista e allenatrice di pallacanestro statunitense
- Chelsea Noble, attrice statunitense
- Chelsea Valois, bobbista canadese

### Varianti
- Chelsae Durocher, modella canadese
- Chelsi Smith, modella statunitense

## Il nome nelle arti
- Chelsea è un personaggio della serie manga Akame ga Kill!.
- Chelsey è un personaggio del film del 1998 Soldier, diretto da Paul W. S. Anderson.
- Chelsea Daniels è un personaggio della serie televisiva Raven.
- Chelsea è un personaggio della serie di romanzi e film Twilight, creata da Stephenie Meyer.